# Skandalsystrarna Mitford
Skandalsystrarna Mitford (engelska: Outrageous) är en brittisk dramaserie vars första säsong hade premiär på BritBox den 18 juni 2025. Serien som består av sex avsnitt är skapad av Sarah Williams.

## Handling
Serien är baserad på systrarna Mitford och utspelar sig under 1930-talet. Samtidigt som familjen Mitford förbereder sig för att en av de yngre systrarna ska göra debut i societeten, kämpar de med följderna av den stora depressionen och tvingas spara in på allt.

## Rollista (i urval)
- Bessie Carter - Nancy Mitford
- Isobel Jesper Jones - Pamela Mitford
- Joanna Vanderham - Diana Mitford
- Shannon Watson - Unity Mitford
- Zoe Brough - Jessica Mitford
- Orla Hill - Deborah Mitford
- Toby Regbo - Tom Mitford
- Anna Chancellor - Sydney Bowles
- James Purefoy - David Mitford
- Joshua Sasse - Oswald Mosley
- Jamie Blackley - Peter Rodd
- Calam Lynch - Bryan Guinness
- Will Attenborough - Joss